# 巴雷特父子
巴雷特父子（英語：Lee and Oli Barrett）是居住在中国深圳的一对英国YouTuber。父亲李·巴雷特（英語：Lee Barrett），自2019年之前就生活在中国。儿子奥利·巴雷特（英語：Oli Barrett），曾经营与《使命召唤》相关的YouTube频道，并于2019年移居中国。他们的频道大约在2019年6月成立。到2020年5月，他们俩已经拥有了100,000名粉丝。到2021年6月，他们的浏览量达到了2900万。同年7月，李·巴雷特在中国环球电视网担任特约通讯员。
《星期日泰晤士报》称，中国政府赞助了巴雷特父子。但他们反驳说，他们所拍摄的内容都是真实的，发自内心的，没人能左右他们拍摄。

## 内容
巴雷特父子制作内容为中国政府及其监视计划辩护，称新疆集中营并不存在，西方媒体对中国进行了不公平的指控。两人反对将2019-20年香港抗议活动中的反香港政府抗议者描述为“亲民主”，并认为新疆再教育营是积极的。他们也经常在推特上反驳抹黑中国的言论，称自己就在中国，其见闻与一些西方媒体宣传的并不一样。他们在推特上回击美国前国务卿蓬佩奥的言论，还得到了中国外交部发言人华春莹和赵立坚的转发。
《南华早报》的伊桑·保罗（Ethan Paul）写道，“维护中国”是“他们迅速扩大受众的关键”。埃勒里（Ellery）和诺尔斯（Knowles）写道，随着YouTuber支持中国政府的立场更加坚定，“粉丝数量呈指数级增长”。